# Dunkelschön
Dunkelschön ist eine im Jahr 2002 gegründete deutsche Mittelalterband mit Folk-Einflüssen.

## Bandgeschichte
2002 gründeten Michael Kaiser und Vanessa Istvan das Studioprojekt „Dunkelschön“. Im Jahr 2004 bildeten Michael Kaiser (Gitarre, Harfe, Drehleier, Nyckelharpa, Gesang) und Vanessa Istvan (Hauptgesang, diverse Flöten) die gleichnamige Band, die durch die Musiker Christian Wittkopf (Davul, Perkussion) und Björn Scheuplein (Gitarre, Cister, Viola da Gamba) ergänzt wurde. Es folgten erste Auftritte mit dem bereits vorhandenen Songmaterial.
2006 produzierte die Gruppe ihr erstes Studioalbum Torenvart.
Neben zahlreichen Auftritten bei Festivals wie dem Wave-Gotik-Treffen in Leipzig veröffentlichte die Band im Jahr 2007 das zweite Studioalbum mit dem Namen Irfind, das in der Zeitschrift Zillo zum Album des Monats gekürt wurde.
Ihr drittes Studioalbum Nemeton erschien 2008 und wurde mit der Cellistin Monika Klüpfel eingespielt, die seitdem festes Bandmitglied ist.
2009 ersetzte Nicolas von Stolzmann den gerade ausgestiegenen Gitarristen Björn Scheuplein.
Gleichzeitig beschloss Dunkelschön, ihre Musik um ein Schlagzeug zu erweitern, und André Straub kommt in die Band. In dieser Besetzung veröffentlichte Dunkelschön das vierte Studioalbum Katharsis.
Als weiterer Neuzugang wurde im April des Jahres 2010 der Bassist Bernie Horn verzeichnet.
Nach ihrer gemeinsamen Wintertour mit Subway to Sally und weiteren Auftritten auf Festivals sowohl in Deutschland (wie Feuertanz-Festival, Burgfolk) als auch in anderen europäischen Staaten(z. B. „Castlefest“/Niederlande, Trolls et Legendes/Belgien, Festa Celtica di Beltane/Italien) stellte die Band 2011 ihr fünftes Studioalbum Zauberwort fertig, das mit rockigeren Elementen eine kompositorische Weiter- bzw. Umentwicklung der Band darstellte.
Ende 2012 verließen André Straub und Nicolas von Stolzmann die Band.
Für die Festivalsaison 2013 wurden Lukas Stumpf (Schlagzeug) und Jan Jansohn (Gitarre, Irish Bouzouki) angeworben. Stumpf wurde Ende 2013 durch Manuel Völk ersetzt. Ebenso schloss sich Bernie Schmee der Band an und übernahm den Posten an Gitarre und Irish Bouzouki.
In dieser Besetzung (Michael Kaiser, Vanessa Istvan, Christian Wittkopf, Monika Klüpfel, Bernie Horn, Bernie Schmee, Manuel Völk) spielte das Septett ihr sechstes Studioalbum Vergehen & Werden ein, das im Frühjahr 2014 zum zehnjährigen Bandjubiläum veröffentlicht wurde. Mit diesem Album präsentierte sich Dunkelschön im Sommer unter anderem auf dem Feuertal Festival und dem weltgrößten Metal-Festival Wacken Open Air.

## Diskografie
Alben
- 2006: Torenvart (Curzweyhl / Rough Trade)
- 2007: Irfind (Curzweyhl / Rough Trade)
- 2008: Nemeton (Curzweyhl / Rough Trade)
- 2009: Katharsis (Screaming Banshee / Al!ve)
- 2011: Zauberwort (Screaming Banshee / Al!ve)
- 2014: Vergehen & Werden (Screaming Banshee / Al!ve)
- 2017: Abraxas (Golden Core Records / ZYX Music)

Beiträge auf Kompilationen (Auswahl)
- 2006: Herr Bigenot auf Miroque Vol. XIII (Totentanz / VK Histomedia)
- 2007: Unter der Linden auf Adventon Vol. 1 (Totentanz / VK Histomedia)
- 2009: Lacrima auf Negatief Dark Alliance Vol.4 (Danse Macabre)
- 2010: Askath - Die Weissen Raben auf Mittelalter: Medieval Spirits 3 (Golden Core Records / ZYX Music)
- 2019: Immer auf Gothic Romance 7 (Golden Core Records / ZYX Music)